# Virginia Minor
Virginia Minor (Contea di Caroline, 27 marzo 1824 – Saint Louis, 14 agosto 1894) è stata un'attivista del suffragio femminile statunitense.
È molto nota come querelante nella causa Minor v. Happersett, un caso del 1875 della Corte Suprema degli Stati Uniti in cui la Minor sosteneva, senza successo, che il Quattordicesimo Emendamento alla Costituzione degli Stati Uniti dava alle donne il diritto di voto.

## Biografia
Virginia Minor nasce nella Contea di Caroline, Virginia, il 27 marzo 1824.
Sposò un suo lontano cugino, l'avvocato Francis Minor, nel 1843. Si stabilirono a Saint Louis nel 1844. Durante la Guerra civile americana, la Minor fu un membro attivo della St. Louis Ladies' Union Aid Society.
Nel 1867 cofondò e diventò il primo presidente della Woman's Suffrage Association of Missouri (in seguito un'affiliata dell'American Woman Suffrage Association). La Women's Suffrage Association of Missouri è stata la prima organizzazione creata con lo scopo specifico di emancipare le donne. La Minor si schierò personalmente con la National Woman's Suffrage Association, causando le sue dimissioni da presidente della Missouri Association. In un convegno del 1869 a Saint Louis, affermò: "la Costituzione degli Stati Uniti mi dà ogni diritto e privilegio a cui ha diritto ogni altro cittadino". Nello stesso anno Francis e Virginia Minor redassero e fecero circolare opuscoli che sostenevano il suffragio femminile sulla base del quattordicesimo emendamento appena approvato.
Il 15 ottobre 1872 Virginia Minor tentò di registrarsi per votare a Saint Louis. Quando il cancelliere elettorale Reese Happersett la rifiutò, Virginia (rappresentata da Francis) intentò una causa presso i tribunali dello stato del Missouri. Il tribunale di primo grado, la Corte Suprema del Missouri e la Corte suprema degli Stati Uniti d'America si pronunciarfono tutte a favore dello Stato del Missouri. La Corte Suprema ritenne all'unanimità "che la Costituzione degli Stati Uniti non conferisce il diritto di suffragio a nessuno" e la decisione su chi avrebbe dovuto avere diritto di voto fu lasciata al ramo legislativo.
Virginia Minor testimoniò a sostegno del suffragio femminile davanti al Senato degli Stati Uniti nel 1889 e fu vicepresidente onorario dell'Interstate Woman Suffrage Convention nel 1892. Morì a Saint Louis nel 1894 ed è sepolta nel cimitero di Bellefontaine.

## Eredità
Nel dicembre 2013 Virginia Minor è stata annunciata come membro della Hall of Famous Missourians. Il suo busto in bronzo divenne uno dei quarantaquattro in mostra permanente nel Campidoglio dello Stato del Missouri a Jefferson City.
Virginia Minor fu premiata dalla National Women's History Alliance nel 2020.